# Kameanske
Kameanske (în ucraineană Кам'янське; până în 2016, Dniprodzerjînsk) este orașul raional de reședință al raionului Kamjanske din orașul regional Dniprodzerjînsk, regiunea Dnipropetrovsk, Ucraina. În afara localității principale, nu cuprinde și alte sate.

## Demografie
Componența lingvistică a orașului Kamjanske
     Ucraineană (64,85%)
     Rusă (34,47%)
     Alte limbi (0,29%)
Conform recensământului din 2001, majoritatea populației orașului Kamjanske era vorbitoare de ucraineană (64,85%), existând în minoritate și vorbitori de rusă (34,47%).

## Istoric
Imperiul Rus 1750–1917

 RSS Ucraineană 1920–1922

 Uniunea Sovietică 1922–1941

 Imperiul German (ocupația) 1941–1943

 Uniunea Sovietică 1943–1991

 Ucraina 1991–prezent 

## Galerie de imagini

Biserica Catolică
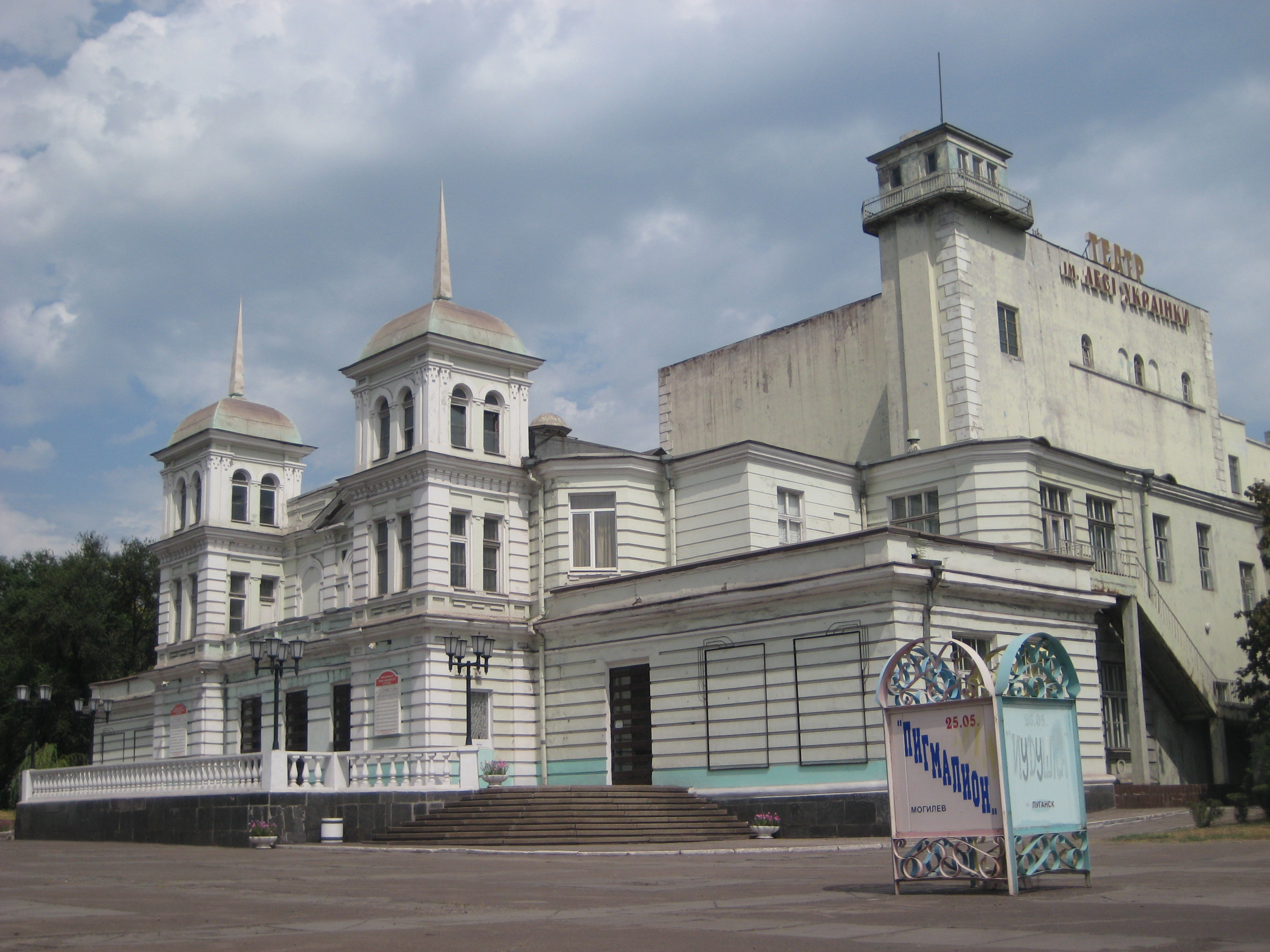
Teatru
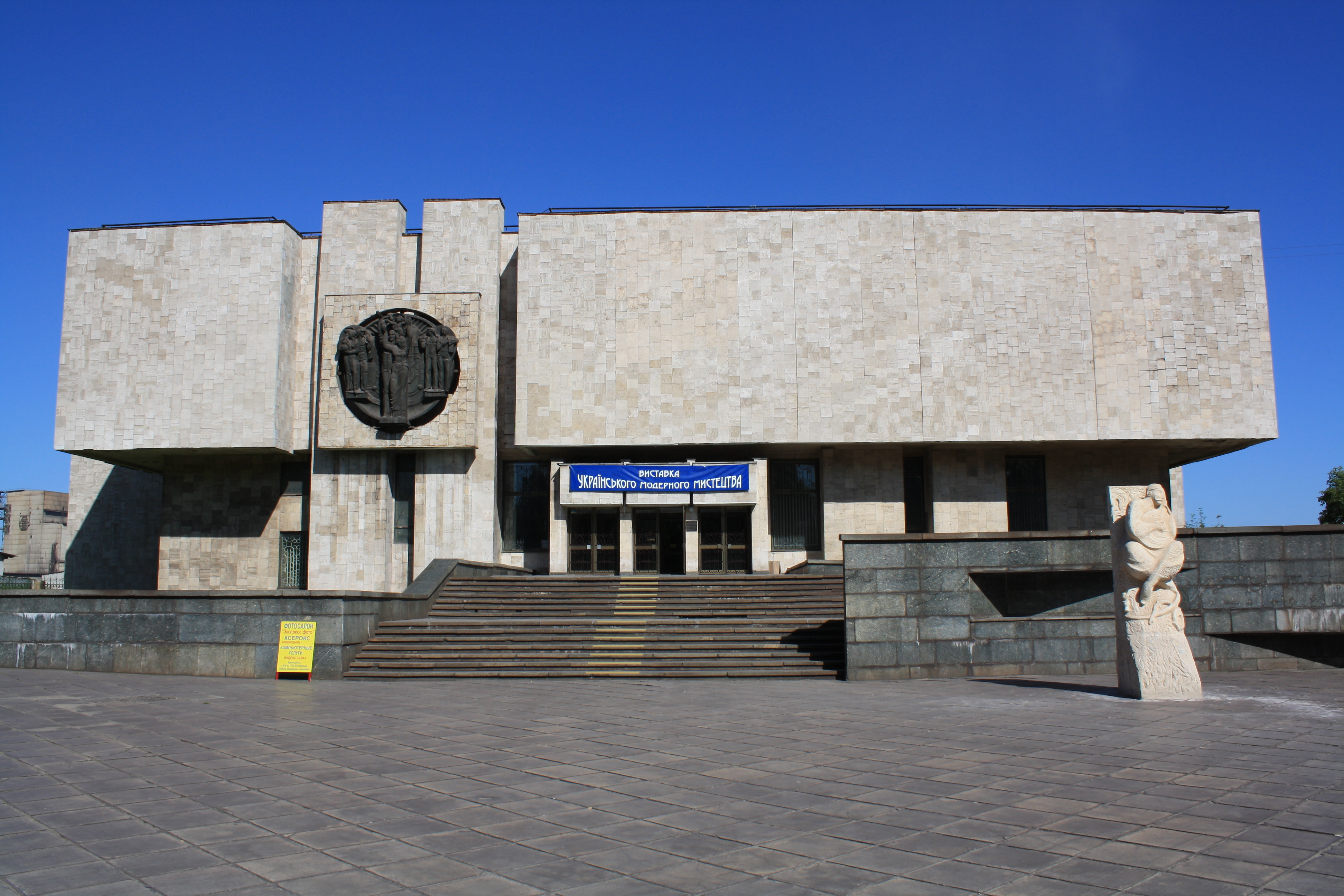
Muzeu
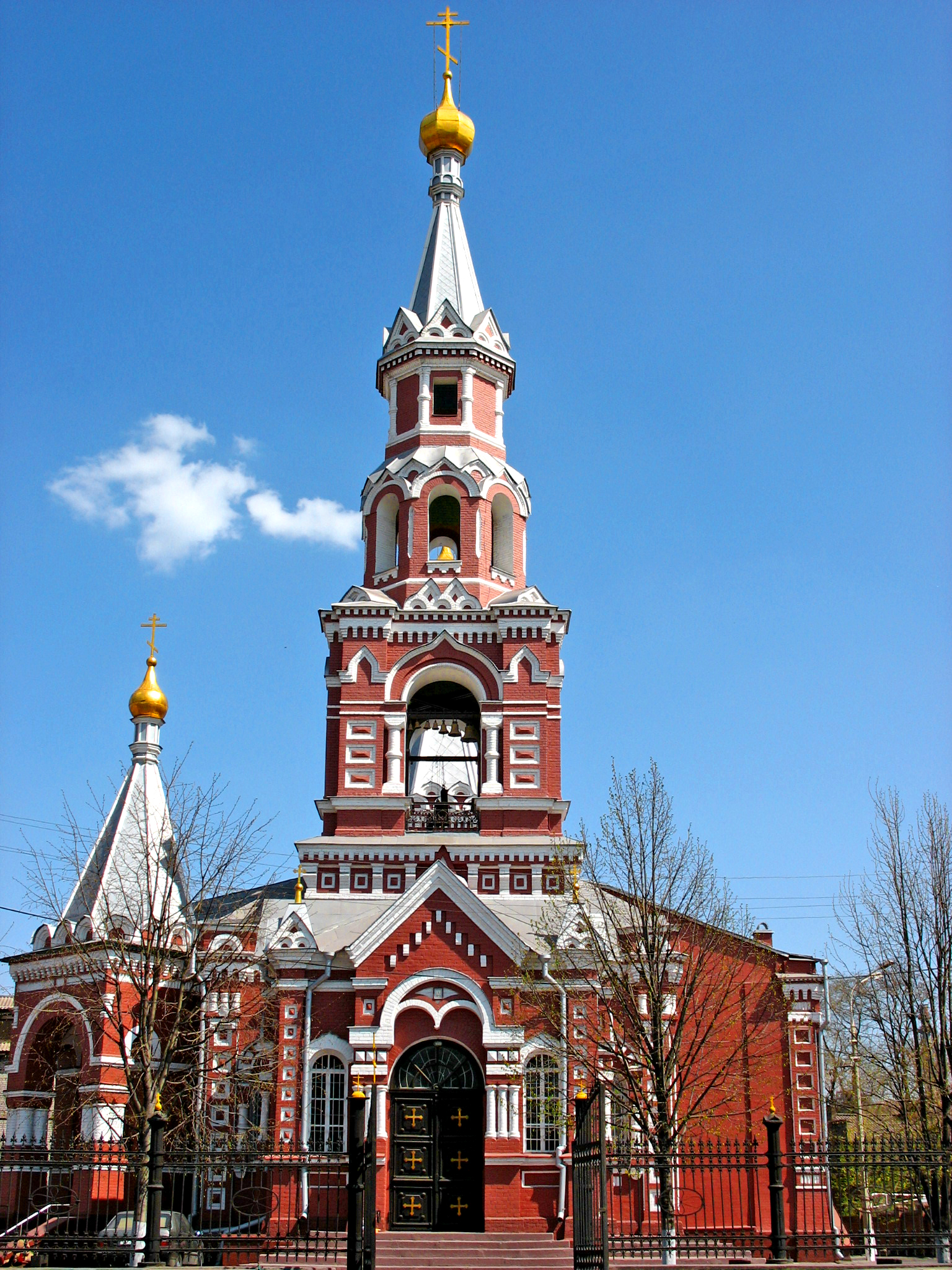
Biserica Ortodoxă
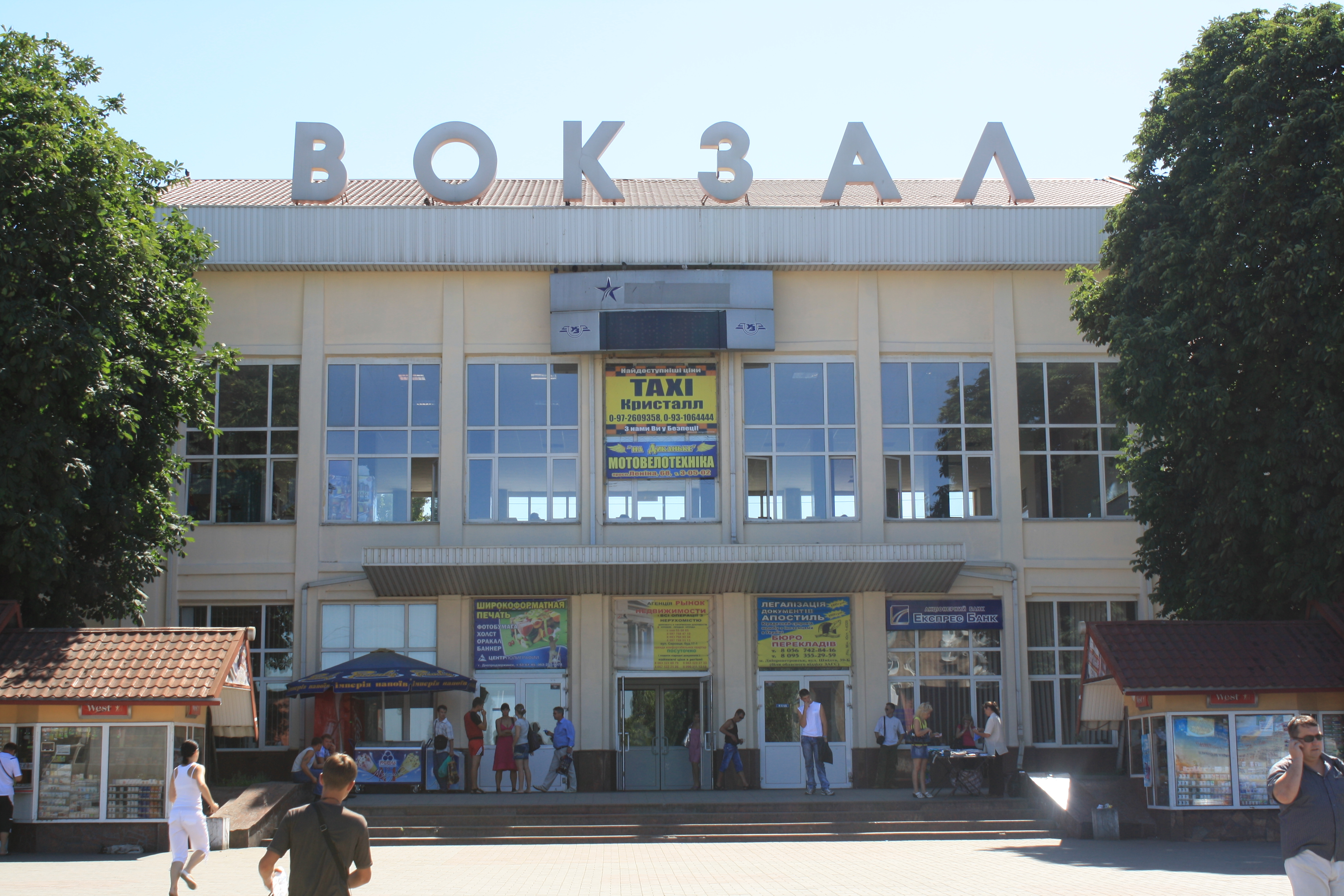
Gară
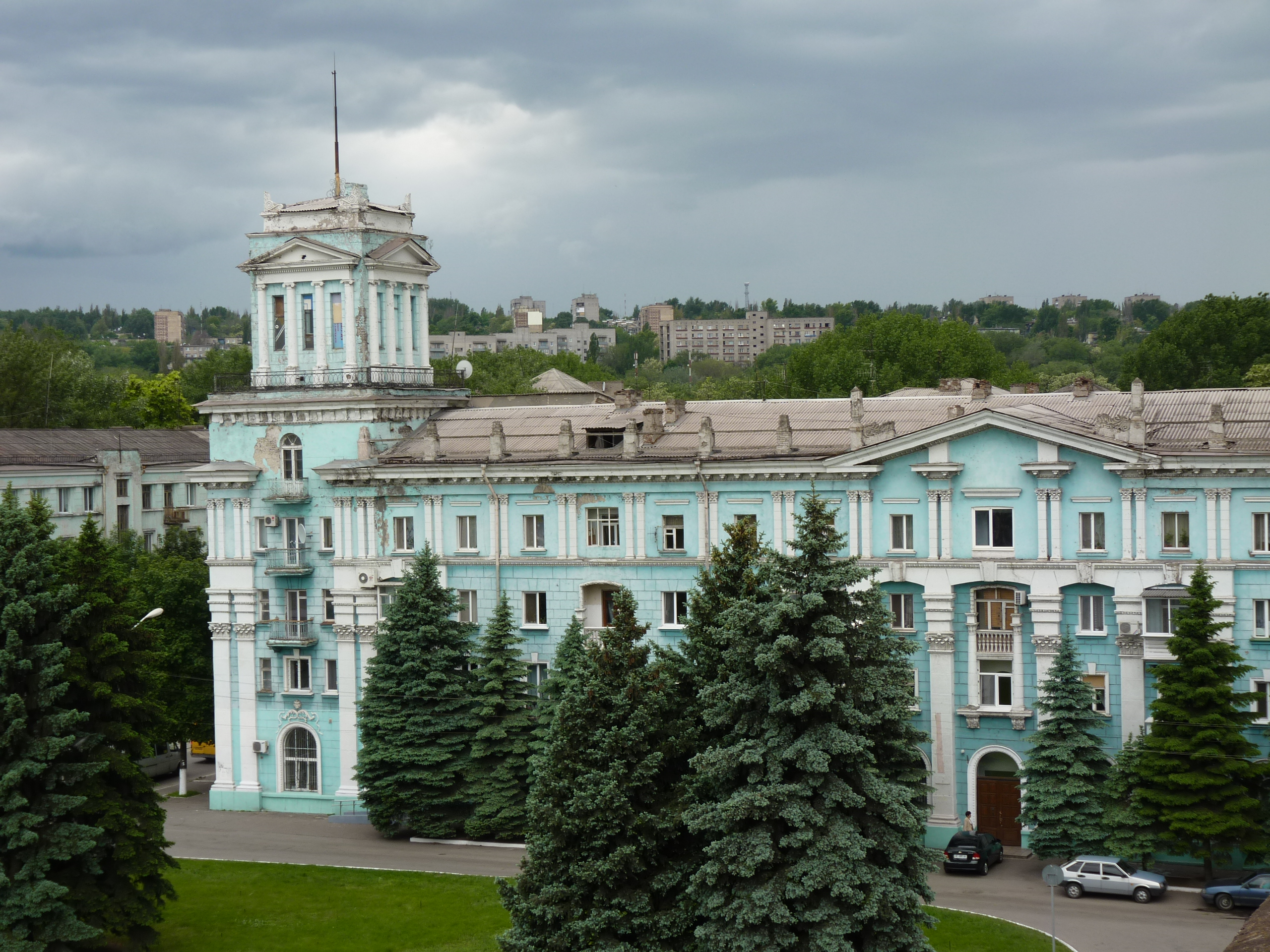
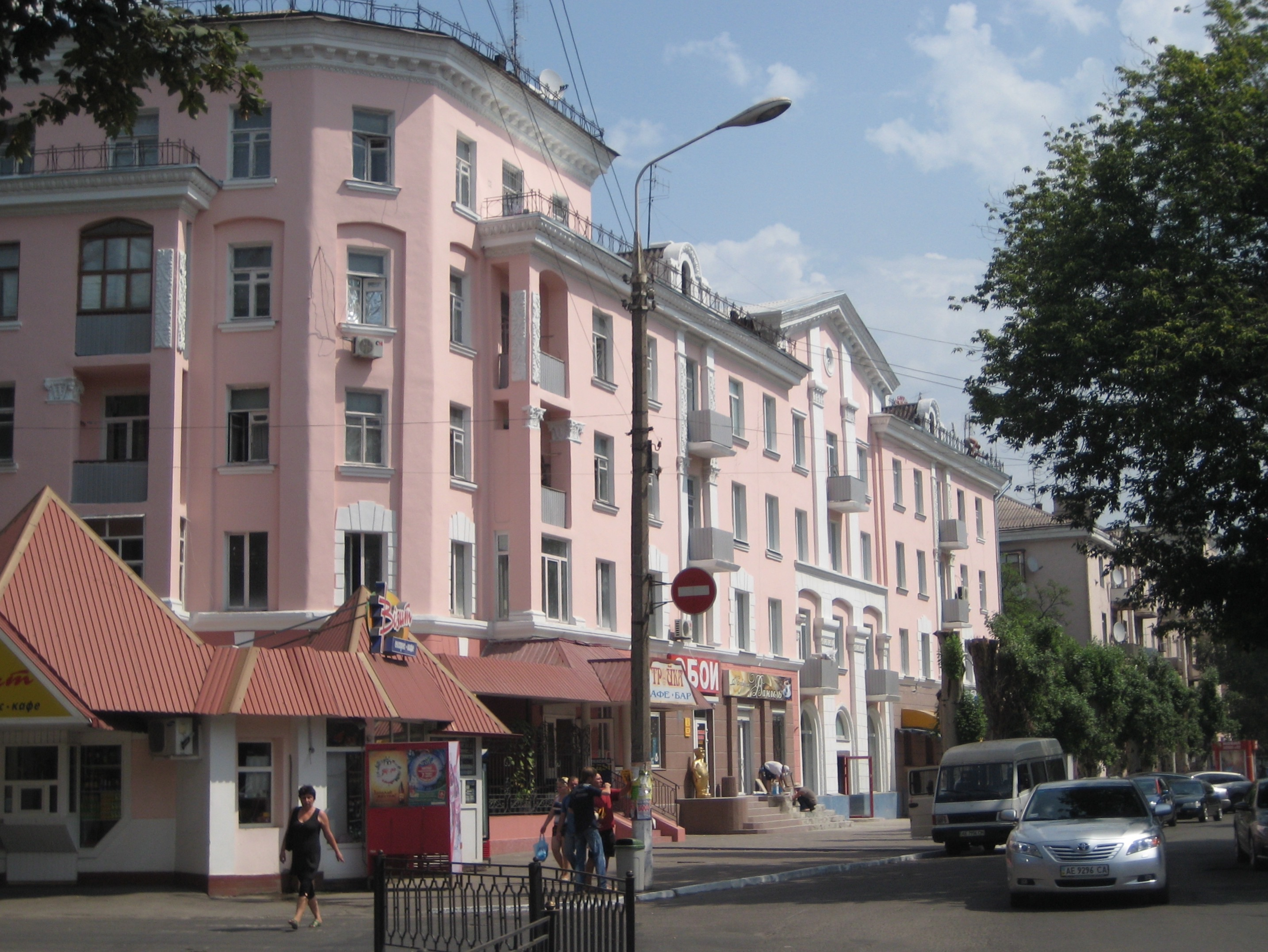
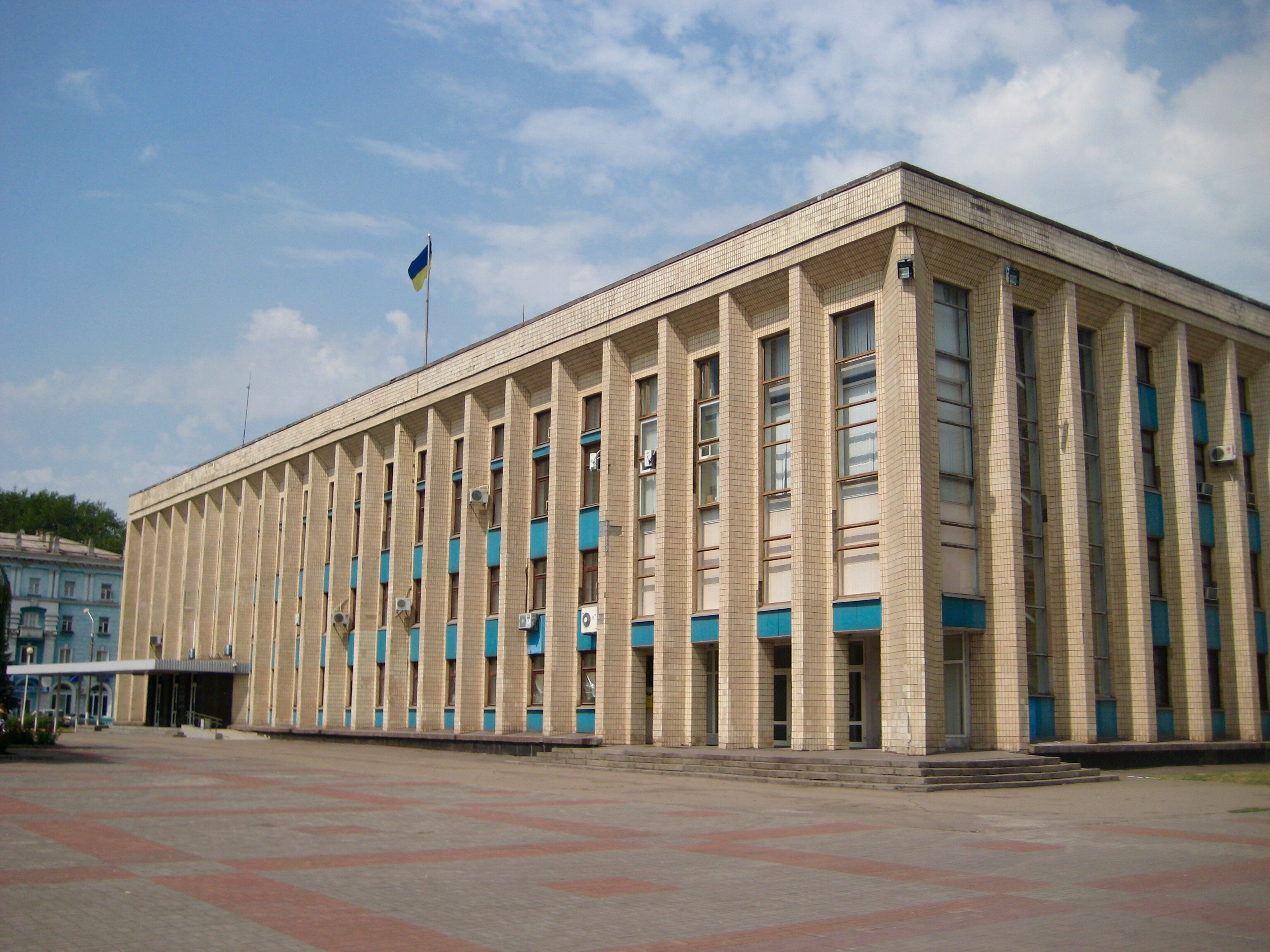
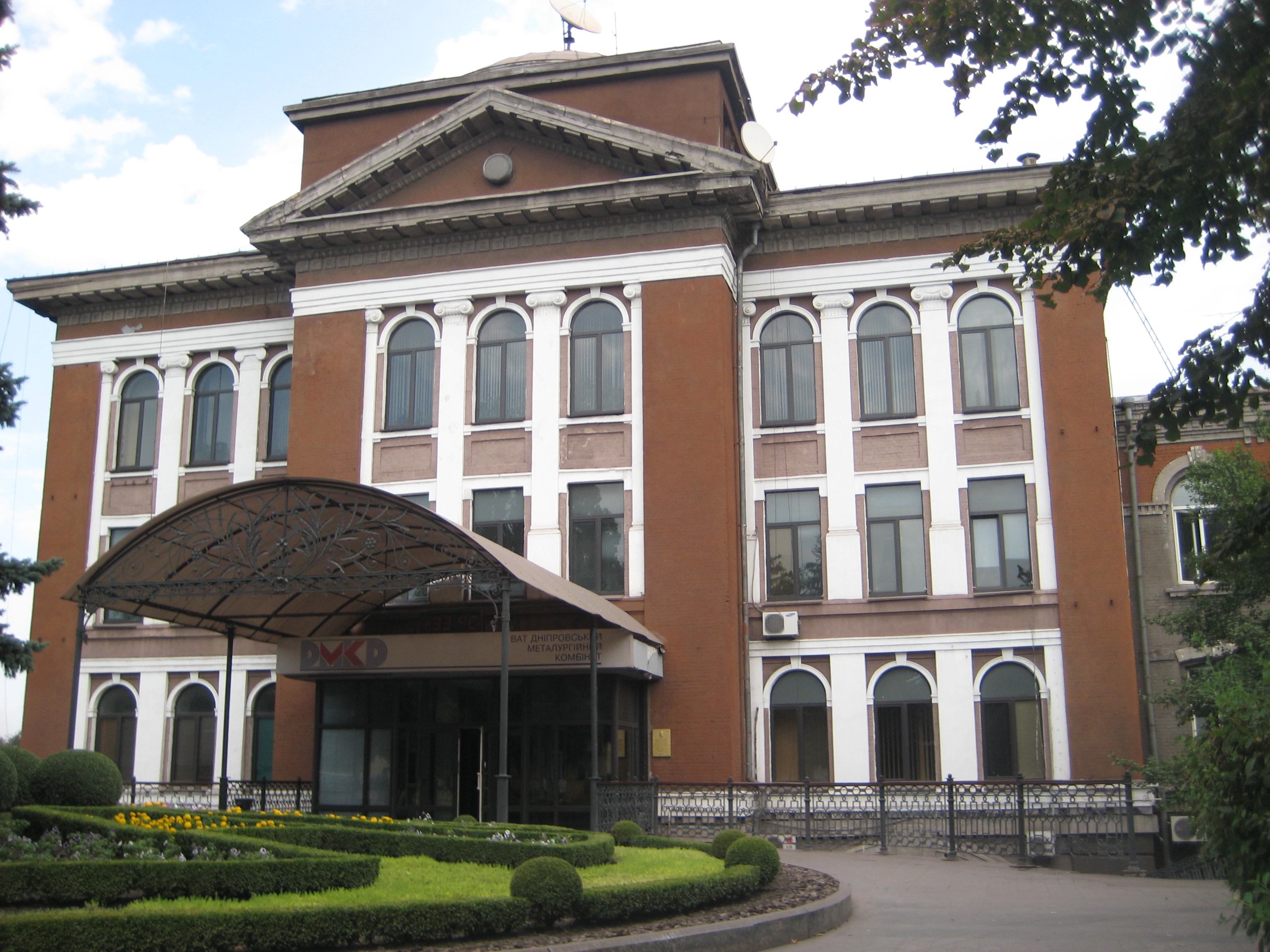
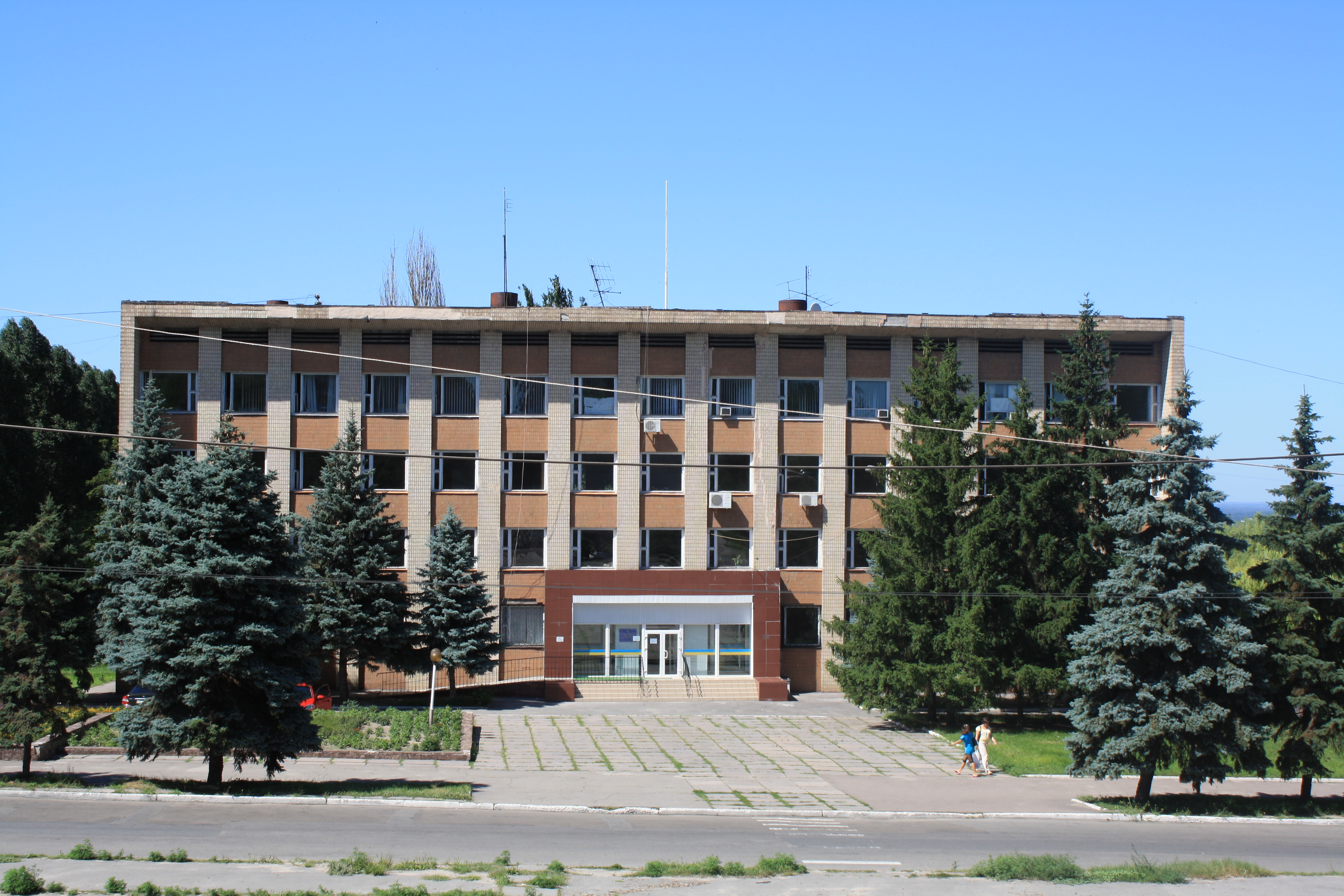

## Orașe înfrățite
- Kielce, Polonia
- Babruysk, Belarus
- Himki, Rusia
- Temirtau, Kazahstan
- Alcevsk, Ucraina